# Bernardin Gantin
Bernardin Gantin, beninski rimskokatoliški duhovnik, škof in kardinal, * 8. maj 1922, Toffo, † 13. maj 2008.

## Življenjepis
14. januarja 1951 je prejel duhovniško posvečenje.
11. decembra 1956 je bil imenovan za pomožnega škofa Cotonoua in za naslovnega škofa mavretanske Tipase; 3. februarja 1957 je prejel škofovsko posvečenje. 5. januarja 1960 je postal nadškof Cotonoua.
28. junija 1971 je postal uradnik Kongregacije za evangelizacijo ljudstev in 26. februarja 1973 je postal tajnik iste kongregacije.
20. decembra 1975 je bil imenovan za podpredsednika Papeškega sveta za pravičnost in mir, medtem ko je 5. januarja 1976 postal podpredsednik Papeškega sveta Cor Unum. 15. decembra 1976 je postal sopredsednik Papeškega sveta za pravičnost in mir.
27. junija 1977 je bil povzdignjen v kardinala in imenovan za kardinal-diakona S. Cuore di Cristo Re. Posledično je bil 29. junija imenovan za predsednika Papeškega sveta za pravičnost in mir in 7. novembra istega leta je postal sopredsednik Cor Unuma. Predsedstvo slednjega sveta pa je prevzel 4. septembra 1978.
8. aprila 1984 je odstopil z obeh položajev predsednika, saj je bil isti dan imenovan za prefekta Kongregacije za škofe in za predsednika Papeške komisije za Latinsko Ameriko. 25. junija istega leta je postal kardinal-škof S. Cuore di Cristo Re.
29. septembra 1986 je bil imenovan za kardinal-škofa Palestrine. 5. junija 1993 je postal kardinal-škof Ostie in bil istočasno potrjen za dekana Kolegija kardinalov.
25. junija 1998 se je upokojil s položaja prefekta in predsednika, 30. novembra 2002 pa se je upokojil še s položaja kardinal-škofa ter dekana.